# Gefecht von Spatzenhausen
Das Gefecht von Spatzenhausen (regional auch als Graf-Arco-Schlacht bezeichnet) fand am 18. Juli 1809 im Rahmen des Tiroler Aufstandes zwischen bayerischen Truppen und einem tirolerisch-österreichischen Verband zwischen den Dörfern Obersöchering und Spatzenhausen in Oberbayern statt. Den Bayern gelang es, den Richtung Norden vorstoßenden Gegner aufzuhalten und zum Rückzug zu zwingen. 
Zusammen mit dem Gefecht von Kochel am Tag zuvor, in dem es ebenfalls gelungen war, eine vorstoßende Kolonne aus Tirolern und Österreichern zurückzuwerfen, bedeutete dies das Ende des Tiroler Versuchs, in Richtung der bayerischen Residenzstadt München vorzudringen. 

## Vorgeschichte
Seit dem Jahr 1806 war Tirol Teil des neu entstandenen Königreichs Bayern. Die aufklärerische und zentralistische Verwaltung des neuen Landesteils, die insbesondere gegen althergebrachte religiöse Bräuche vorging und die militärische Aushebung der jungen Männer zum Dienst außerhalb der Tiroler Grenzen betrieb, brachte weite Teile der Bevölkerung gegen sich auf. Im Jahr 1809 brach offener Aufstand gegen die bayerische Herrschaft los, der von den Österreichern unterstützt wurde.
Das bayerische Voralpenland wurde im Zuge dieser Erhebung wiederholt von sogenannten „Streifzügen“ der Tiroler Aufständischen heimgesucht, die plündernd und brandschatzend umherzogen und so Waffen, Geld und Lebensmittel von den Dörfern und Städten erpressten. Derartige überfallartige Vorstöße aus Tirol hatten bereits im 18. Jahrhundert wiederholt stattgefunden, was in Bayern in letzter Konsequenz zur Aufstellung eines Gebirgsschützenkorps unter dem Befehl des Obersten Maximilian Graf Arco geführt hatte. 
Im Juli 1809 eröffneten die Tiroler Aufständischen eine große konzertierte Offensive gegen Südbayern und die Hauptstadt München, bei der sechs Kolonnen parallel ins Voralpenland vorstießen. Diese Kolonnen bestanden in erster Linie aus Tiroler Schützen, ergänzt durch österreichische Infanterie, Artillerie und Kavallerie. Ihre Stärke bewegte sich modernen Schätzungen zufolge im oberen dreistelligen, die der Hauptkolonne im niedrigen vierstelligen Bereich. Die Orte Murnau und Kochel lagen dabei im Zentrum des Tiroler Vorstoßes. Die Hauptlast der bayerischen Abwehr lag dabei auf den bayerischen Gebirgsschützen unter Graf Arco, der entsprechend sein Hauptquartier in Benediktbeuren aufschlug, von wo sowohl Murnau und Kochel als auch das weiter östlich gelegene Tölz überwacht werden konnten. Unterstützt wurden diese Verbände durch Einheiten der regulären bayerischen Armee, insbesondere mit Artillerie und Kavallerie.
Am 17. Juli kam es in Kochel zu einem Gefecht, bei dem es den Bayern gelang, die Angreifer zurückzuschlagen. Bereits zuvor war der Vorstoß der westlichsten Tiroler Kolonne Richtung Kempten gescheitert, sodass die ursprünglich zur Unterstützung dieses Unternehmens vorgesehen zweite Kolonne Richtung Murnau umschwenkte. Zusammen mit der dritten Kolonne, die von Anfang an Murnau als Ziel hatte, und Teilen der vierten, die in Kochel zurückgeschlagen worden war, lag Murnau nun im Schwerpunkt der Tiroler Offensive. Da zudem von dort eine Straße über Weilheim und Starnberg direkt nach München führte, war für die Bayern eine kritische Situation entstanden.
In den frühen Morgenstunden des 18. Juli kam es südwestlich von Murnau zu einem schweren Gefecht zwischen den rund 400 bayerischen Verteidigern vor Ort und etwa 2000 Angreifern. Den bayerischen Verteidigern gelang es rund eineinhalb Stunden lang, ihre Stellungen zu halten, bis österreichische Kavallerie die Positionen flankieren und so die Bayern zum Rückzug drängen konnte. Murnau wurde aufgegeben und fiel in die Hand der Tiroler, die von der Bevölkerung sofort eine Kontribution in Höhe von 6000 Gulden, 800 Paar Schuhen, 80 Ochsen und 50 Pferden erhoben. Die bayerischen Truppen zogen sich von Murnau aus einige Kilometer nach Norden zurück und formierten sich bei den Dörfern Spatzenhausen und Obersöchering an der Straße nach Weilheim erneut. Diese Stellung geriet jedoch unter heftigen Beschuss der nachstoßenden österreichischen Artillerie, gleichzeitig wurde ein Mangel an Munition festgestellt. Somit war die bayerische Truppe nicht in der Lage, sofort ein zweites Gefecht zu führen, und zog sich weiter nach Osten in den Ort Habach zurück. Dort stand bereits eine kleine Reserve von 80 Mann, die durch versprengte Bayern aus Murnau weiter verstärkt wurde. Am Nachmittag traf – von Benediktbeuren kommend – Graf Arco mit einer Kompanie Infanterie, 60 Kavalleristen des 1. Chevaulegers-Regiments und einer Kanone als Verstärkung ein. Nach Auffüllung der Munitionsbestände entschied Arco, der nunmehr als ranghöchster Offizier das Kommando führte, sofort wieder Richtung Obersöchering zu marschieren, um die Tiroler und Österreicher an einem weiteren Vorstoß Richtung Weilheim zu hindern.

## Ablauf
Am Nachmittag gegen 16:00 Uhr erreichten die bayerischen Truppen wieder die Dörfer Ober- und Untersöchering. Von dieser Position aus wurde eine Abteilung österreichischer Kavallerie in südlicher Richtung ausgemacht, die auf dem Reisberg, einer kleinen Anhöhe zwischen Obersöchering und Spatzenhausen, Aufstellung genommen hatte. Ebenfalls bemerkt wurden mehrere österreichische Kanonen, die westlich des Reisbergs an der Straße Richtung Weilheim Position bezogen hatten. Diese sicherten so die linke Flanke der Kavallerie ab. Zu dieser Sicherung gehörte auch das Gros der Tiroler Schützen, das gedeckt in einem westlich der Straße gelegenen Waldstück, dem sogenannten „Roßgehaag“, in Stellung gegangen war. Ob den Bayern die genaue Position bzw. die genaue Stärke dieses infanteristischen Verbandes bewusst war, ist nicht gesichert. 
Graf Arco formierte seinen Verband in einer diagonal gestaffelten Anordnung („Echelon-Stellung“) zwischen der Anhöhe unmittelbar südlich von Untersöchering und dem westlichen Ortsrand von Obersöchering, wobei er den Schwerpunkt seiner Kampfstärke auf seinen rechten – also den westlichen – Flügel legte, an dem er seine Kavallerie konzentrierte. Links davon schloss sich die Infanterie an; an beiden Flanken wurden zur Absicherung ergänzend die bayerischen Kanonen postiert. Arco hoffte, auf diese Weise dem Gegner sowohl den weiteren Weg nach Norden Richtung Weilheim als auch Richtung Habach nach Osten versperren und flexibel auf Angriffe reagieren zu können. Die Obersöcheringer Ortschronik spricht von einem Zusammenhang der bayerischen Aufstellung mit den im Jahr 1809 brachliegenden Feldern – ob hier taktische (Schussfeld, bessere Beweglichkeit) oder moralische Gründe (Schonung der Ernte; insbesondere angesichts der zahlreichen Kontributionen im Vorfeld) eine Rolle gespielt haben, kann nur vermutet werden.
Das Gefecht begann mit einem ungeordneten Vorstoß der österreichischen Kavallerie vom Reisberg in Richtung Obersöchering – gleichzeitig geriet Arcos rechter Flügel, die Kavallerie bei Untersöchering, unter schweres Feuer der österreichischen Artillerie. In dieser Situation erteilte Arco dem Führer der Berittenen, Rittmeister Graf Lerchenfeld, den Angriffsbefehl. Dieser stieß quer über das Gefechtsfeld auf die Stellung der österreichischen Artillerie vor, warf diese bereits im ersten Anritt und gelangte so in die Flanke der gegnerischen Kavallerie, deren eigener Vorstoß stockte. In der Folge verließen die österreichischen Reiter fluchtartig das Gefechtsfeld Richtung Spatzenhausen im Süden. Die im „Roßgehaag“ zurückgebliebenen Tiroler Schützen und österreichischen Infanteristen hatten somit ihre wertvollste Unterstützung verloren und gingen in großer Unordnung und Panik ebenfalls Richtung Süden nach Spatzenhausen und unter dem Druck der nachstoßenden Bayern weiter bis Murnau zurück, wo Graf Arco gegen 17:30 Uhr Einzug hielt und von der Bevölkerung als Befreier begrüßt wurde, da die am Morgen von den Tirolern geforderten Kontributionen nun nicht mehr gestellt werden mussten. 

## Folgen
Das Gefecht von Spatzenhausen trug wesentlich dazu bei, dass die Pläne der Tiroler und Österreicher, ihre Streifzüge ins Voralpenland bis München auszudehnen, endgültig scheiterten. Bereits am folgenden Tag wurde eine weitere der ursprünglich sechs Kolonnen, die nach Bayern vorgedrungen waren, bei Lenggries von den Bayern geschlagen.
Die Verluste des 18. Juli waren auf beiden Seiten verhältnismäßig gering: Auf bayerischer Seite gab es insgesamt 26 Verwundete, 28 weitere Soldaten wurden als gefangen oder vermisst registriert. Die Tiroler und Österreicher verzeichneten ebenfalls eine geringe, nicht näher bezeichnete Zahl an Verwundeten sowie zwei Gefallene, die vor Ort an der nach Weilheim führenden Straße begraben wurden.
Die Österreicher und Tiroler lösten sich als militärischer Verband auf und versuchten, zu Fuß das Tiroler Gebiet zu erreichen. Aufgrund der insgesamt geringen Mannstärke der Bayern und des fluchtgünstigen, unübersichtlichen Geländes gelang vielen von ihnen der Rückweg in die Heimat, dennoch gerieten rund 1500 noch in den folgenden Stunden und Tagen in Gefangenschaft, oft durch Unterstützung der bayerischen Landbevölkerung. 
Rittmeister August von Lerchenfeld erbeutete bei der von ihm geführten Kavallerieattacke eine Kanone sowie eine Fahne der Tiroler Landesschützen, die er persönlich nach München brachte. Eine weitere Fahne, die der Vinschgauer Schützenkompanie, fiel ebenfalls in bayerische Hände. Beide Feldzeichen wurden später im Bayerischen Armeemuseum ausgestellt. Aufgrund seiner Tapferkeit wurde Lerchenfeld noch im Juli 1809 in einem bayerischen Armeebefehl belobigt und ein Jahr später für seinen Einsatz bei Spatzenhausen zum Ritter des Militär-Max-Joseph-Ordens ernannt. 
Oberst Maximilian von Arco fiel knapp einen Monat nach dem Gefecht von Spatzenhausen in der 3. Bergisel-Schlacht am 12. August 1809.